# 吴守贤
吴守贤（1934年11月—），男，湖北沙市人，中国天文学家，曾任中国科学院陕西天文台研究员，中国科学院西安分院院长，中国天文学会副理事长。